# 鹿児島県道58号隼人港線
鹿児島県道58号隼人港線（かごしまけんどう58ごう はやとこうせん）は、鹿児島県霧島市を通る県道（主要地方道）である。

## 概要

### 路線データ
- 起点：鹿児島県霧島市隼人町真孝（隼人港付近）
- 終点：鹿児島県霧島市隼人町真孝（国道223入口交差点、国道10号・国道504号交点、国道223号終点）

## 歴史
- 1993年（平成5年）5月11日 - 建設省から、県道隼人港線が隼人港線として主要地方道に指定される[2]。

## 地理

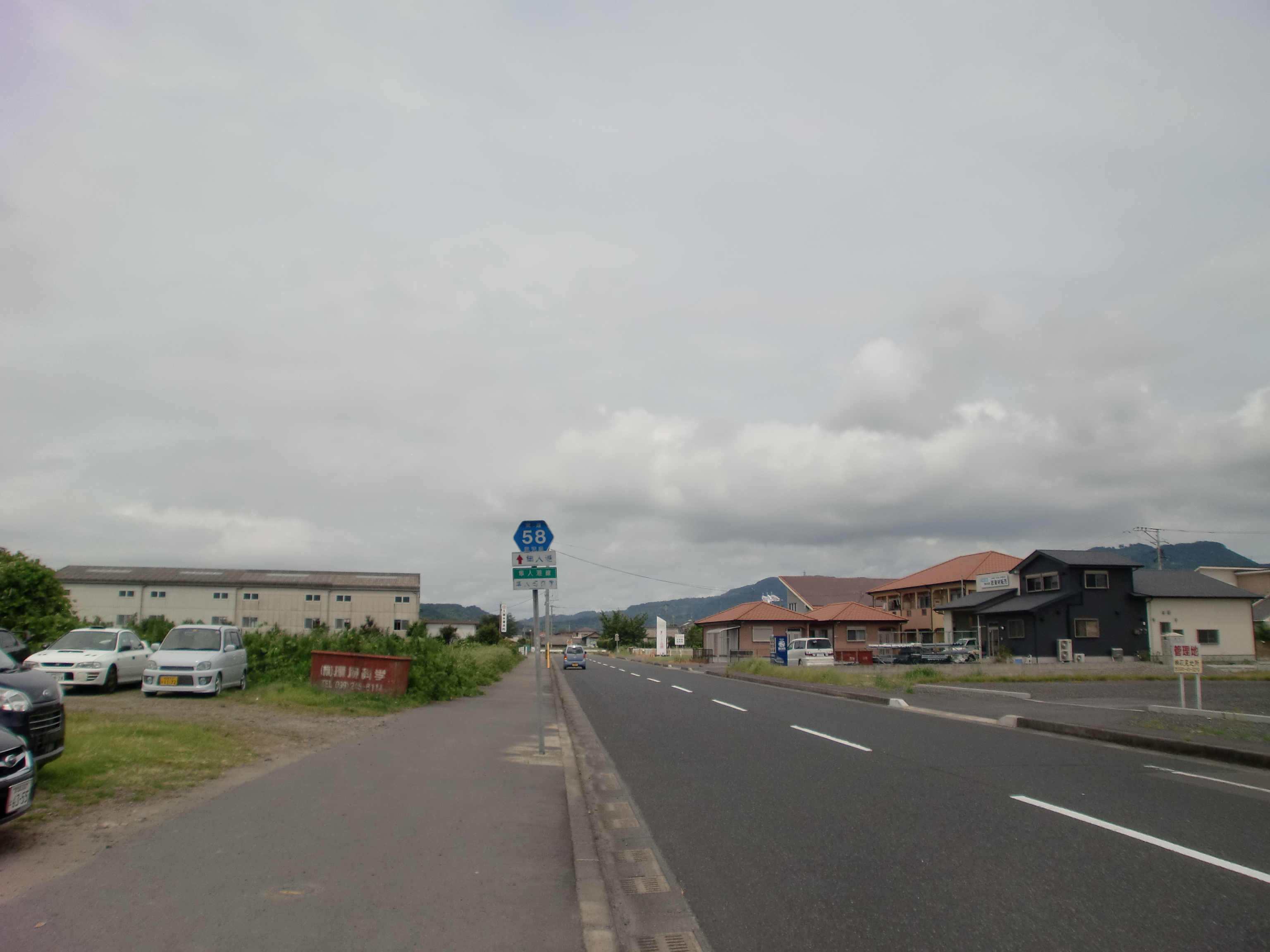
隼人東インターから隼人港方面を望む

### 通過する自治体
- 霧島市

### 交差する道路
| 交差する道路                 | 交差する場所 | 交差する場所             |
| ---------------------------- | ------------ | ------------------------ |
| 鹿児島県道473号崎森隼人線    | 隼人町真孝   |                          |
| E78 東九州自動車道           | 隼人町真孝   | 41 隼人東IC              |
| 国道10号 国道223号 国道504号 | 隼人町真孝   | 国道223入口交差点 / 終点 |

### 沿線
- 隼人港